# 1483年
| 千纪： | 2千纪 |
| 世纪： | 14世纪 \| 15世纪 \| 16世纪                                                                                 |
| 年代： | 1450年代 \| 1460年代 \| 1470年代 \| 1480年代 \| 1490年代 \| 1500年代 \| 1510年代                           |
| 年份： | 1478年 \| 1479年 \| 1480年 \| 1481年 \| 1482年 \| 1483年 \| 1484年 \| 1485年 \| 1486年 \| 1487年 \| 1488年 |
| 纪年： | 癸卯年（兔年）；明成化十九年；越南洪德十四年；日本文明十五年                                               |

## 大事记
- 4月9日——爱德华五世成为英国国王。
- 7月6日——理查德三世加冕为英国国王。
- 莫斯科大公伊凡三世建立伊万哥罗德。
- 越南後黎朝皇帝黎圣宗正式颁布《洪德律》。
- 乔瓦尼·贝利尼被任命为威尼斯共和国官方画家。
- 迪奥戈·康沿著剛果河航行，發現剛果王國。

## 出生
- 4月6日——拉斐尔·圣齐奥，意大利画家（逝世1520年）
- 11月10日——马丁·路德，德国宗教改革家（逝世1546年）

## 逝世
- 4月9日——英王爱德华四世（出生1461年）
- 8月30日——路易十一，法國瓦盧瓦王朝國王。（1423年出生）